# Spinotto

Esempio di spinotto che ruota su gabbietta a rullini e vincolato tramite due seger a doppia G

Lo spinotto è un componente di forma cilindrica e realizzato in acciaio, usato nei motori a combustione interna con funzionamento tramite l'impiego di uno stantuffo (per esempio il pistone).

## Caratteristiche
Lo spinotto presenta un'elevata levigatura superficiale e, lavorato allo scopo di offrire una notevole resistenza, permette il collegamento solidale tra pistone e biella, senza impedirne il movimento oscillatorio.

## Funzionamento
Lo spinotto trova all'interno del pistone una sua sede alla quale è vincolato tramite due anelli elastici di ritegno in filo di acciaio (seeger). Contemporaneamente fa sì che la biella, dotata anch'essa di un foro dello stesso diametro dello spinotto, (o di diametro maggiore qualora sia previsto l'inserimento di una gabbia a rulli) resti solidale al pistone, in modo da poter trasmettere il moto del pistone all'albero motore.
Lo spinotto può essere libero di oscillare sia nelle portate (sedi) del pistone che nel piede della biella (montaggio con gioco), ma può anche risultare fissato a quest'ultimo (montaggio con interferenza) ed essere libero di muoversi quindi nelle sole portate del pistone.